# 加拿大披碱草
加拿大披碱草（学名：Elymus canadensis），为禾本科披碱草属下的一个植物种。其种加词“canadensis”意为“加拿大的”。